# Miloš Vidović
Miloš Vidović (Kragujevac, Serbia, 3 de octubre de 1989) es un futbolista serbio. Juega de mediocampista y su equipo actual es el NK Slaven Belupo de la Prva HNL.

## Clubes
| Club                | País                 | Año           | PJ  | Goles |
| ------------------- | -------------------- | ------------- | --- | ----- |
| FK Olimpik Sarajevo | Bosnia y Herzegovina | 2009-2014     | 106 | 11    |
| Hajduk Split        | Croacia              | 2014-2016     | 85  | 2     |
| NK Slaven Belupo    | Croacia              | 2017-presente | 2   | 0     |